# Opération Stösser
Bataille des Ardennes,
Seconde Guerre mondiale
Batailles
Bataille des Ardennes (Wacht am Rhein)
- Ordre de bataille
- Opération Stösser
- Lanzerath
- Bataille de Saint-Vith
- Siège de Bastogne
- Massacre de Malmedy
- Opération Bodenplatte
- Opération Nordwind
- Campagne de Lorraine
- Poche de Colmar

Front d'Europe de l'ouest
Front d'Europe de l'est
Campagnes d'Afrique, du Moyen-Orient et de Méditerranée
Bataille de l'Atlantique
Guerre du Pacifique
Guerre sino-japonaise
L'opération Stösser  était une opération dirigée par le colonel de la Luftwaffe von der Heydte lors de la bataille des Ardennes pendant la Seconde Guerre mondiale. 
L'opération, pensée par Adolf Hitler, était de parachuter de nuit au nord de Malmedy une unité de Fallschirmjägern sous les ordres du colonel von der Heydte soit pour ouvrir la route des Hautes Fagnes aux chars allemands, soit pour sécuriser une ligne de front entre Eupen et Malmedy.

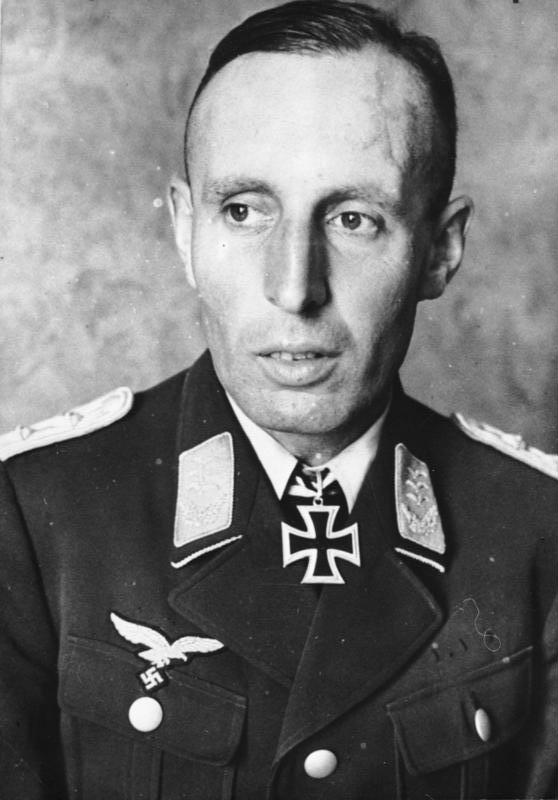
Friedrich August von der Heydte en 1944

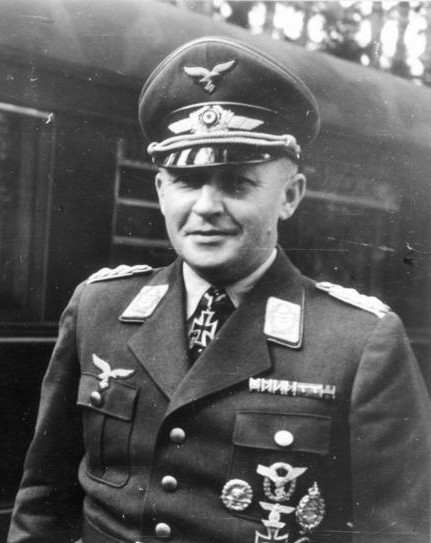
Kurt Student, commandant du Heeresgruppe H

## Conception
- Le 8 décembre, von der Heydte est convoqué par le Généraloberst Kurt Student qui lui annonce que le Führer a imaginé une opération aéroportée dont il sera le commandant. Il aura à sa disposition un effectif d'environ 800 hommes mais il ne peut utiliser son propre 6e Fallschirm-Jäger-Regiment (6e Régiment de parachutistes)[1] car, déplacé entièrement, celui-ci pourrait révéler le secret de cette opération. Au contraire, on lui promet que chaque régiment du II. Fallschirmkorps lui enverra une centaine de ses meilleurs éléments. Bien qu'il ne s'attende pas à recevoir effectivement les meilleurs éléments, von der Heydte est pourtant vite déçu de ceux qui arrivent.

- Le 11 décembre, on lui explique la teneur de sa mission. Il est prévu que la 6e SS Panzer Armee aura pris Liège ou éventuellement les ponts sur la Meuse au sud de cette ville dès le deuxième jour de l'offensive. À l'aube de ce deuxième jour, il sera largué avec ses hommes à proximité de la Baraque Michel. Là, il devra s'emparer du carrefour afin de permettre aux avant-gardes d'avancer rapidement en direction de Liège. Toutefois, si pour des raisons diverses, ce parachutage ne pouvait se faire, une autre opération est prévue dès le lendemain matin sur la vallée de l'Amblève ou encore dans la région d'Amay près de Huy pour prendre des ponts sur la Meuse, toujours en préparatifs de l'avance de la 6e SS Panzer Armee.

- Le 13 décembre, les différents problèmes pratiques concernant le largage sont réglés lors d'une réunion avec le Général-major Dietrich Peltz.

Deux unités de transport de la Luftwaffe sont prévues pour le largage dont l'une a été spécialement formée pour cette opération. Ces deux unités disposent de 67 Junker Ju 52,,.
Ce qui inquiète fortement von der Heydte est le manque flagrant d'entraînement des équipages de ces appareils. La majorité viennent à peine de sortir de l'école et ne sont même pas qualifiés pour piloter ces appareils. De plus, ils n'ont pour la plupart jamais été entraînés au vol en formation ni au travail d'équipe avec un chef de saut. Il ne faut pas perdre de vue également qu'il ne reste que trois jours avant le début de Stösser !
Cependant, on rassure le commandant de l'opération en lui accordant quelques-unes de ses demandes. Un balisage continuel au-dessus de l'Allemagne à l'aide de fusées éclairantes et aussi à l'aide de puissants projecteurs. On prévoit même des tirs d'obus traçants de la part de la FlaK à certains endroits où rien d'autre n'est possible. Ensuite, à partir de la ligne de front jusqu'à la zone de parachutage (environ 50 km), des avions du Nachtschlachtgruppe 20 guideront grâce à leurs feux de position, les Ju 52 chargés de paras.
Rajoutons à tout cela, l'utilisation d'une astuce utilisée par les Américains lors du débarquement de Normandie : on prévoit de parachuter des mannequins et des fusées colorées à une vingtaine de km du véritable lieu de saut afin de donner l'impression d'un important largage dans la région d'Eupen-Elsenborn-Malmedy.

## Organisation
Initialement prévue pour les premières heures du 16 décembre 1944, l'opération Stösser est d'abord repoussée. Une partie des camions chargés des effectifs n'arrive pas aux aérodromes et, à 4 h 0 du matin, seule une moitié des effectifs a quitté Oerlinghausen pour se rendre à ses bases de départ à Paderborn et Bad Lippspringe.
Pendant une partie de la journée du 16, von der Heydte croit bien que toute l'opération sera annulée. Mais dans l'après-midi, il reçoit un coup de téléphone de Peltz qui lui explique que l'avance de la 6e SS Panzer Armee est loin d'atteindre les objectifs espérés et qu'une nouvelle date pour l'opération Stösser est fixée à 3 h 0, le 17 décembre. Leur zone de « dépose » se situant sur le plateau des Hautes Fagnes à 11 km au nord de Malmedy au carrefour dit « Baraque Michel » (le carrefour se situe en fait à environ 1 km au sud, au Mont Rigi).

L'objectif donné à Von der Heydte et ses hommes était de prendre ce carrefour et de le tenir environ vingt-quatre heures avant d'être relevé par la 12e Panzerdivision SS Hitlerjugend, ce qui entraverait la circulation des renforts des Alliés et des fournitures dans la région.

## L'opération

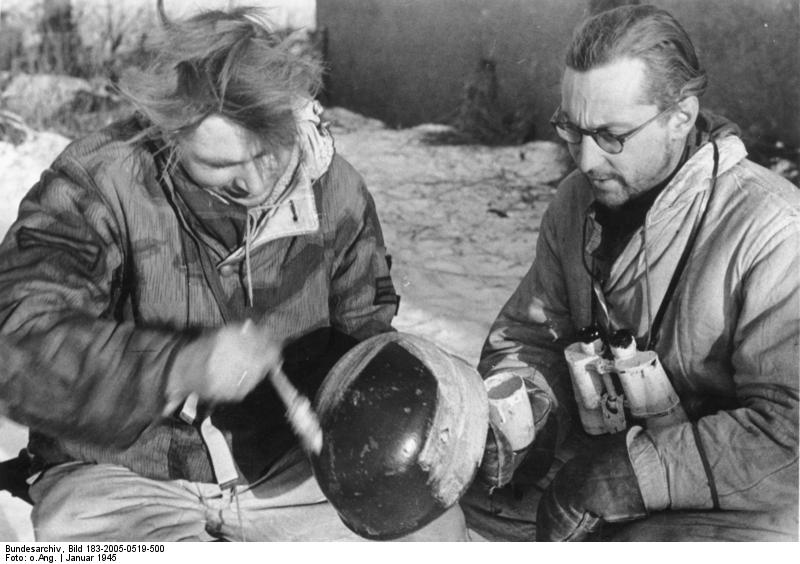
Parachutistes allemands en forêt ardennaise en 1945

Vers 23 h 0 le 16 décembre, les unités sont rassemblées à Bad Lippspringe et Paderborn. On indique aux pilotes une vitesse de vent de 6 mètres par seconde au-dessus de la zone de largage. Les anémomètres de Bad Lippspringe indiquent une vitesse encore supérieure à celle-là.
Ces informations contradictoires seront catastrophiques pour la suite car les pilotes, inexpérimentés et qui doivent voler de nuit et par un temps épouvantable, vont être incapables de calculer avec précision leur vitesse. La conséquence est qu'en larguant les parachutistes à l'heure prévue, ceux-ci, commandés de chefs de saut sans expérience se retrouvent disséminés sur de grandes étendues. Ainsi, 200 hommes sautent à une cinquantaine de km de leur objectif, du côté de Bonn. On apprendra plus tard que d'autres atterriront en Hollande.
Au moment de sauter, von der Heydte se rend compte qu'autour de lui, seuls une dizaine d'avions larguent leurs parachutistes. Dès cet instant, il est certain de l'échec de sa mission. Sur les 870 paras qui ont quitté les terrains de départ, seuls 450 atterrissent dans les Hautes Fagnes et une centaine seulement dans la zone prévue. À 5 h 0, environ 25 hommes sont réunis autour de leur commandant. Trois heures plus tard, ils sont 150. Mais rien ne fonctionne comme prévu. Leur armement est réduit au minimum, ils ont des vivres pour 24 heures (éventuellement 48 heures en se rationnant), pas plus de 4 boîtes de munitions pour chacune des quelques mitrailleuses qu'ils ont (à peine de quoi tenir quelques minutes au combat) et ils n'ont qu'un mortier comme armement lourd. Pour parachever cette situation, aucune de leurs radios ne fonctionne. Von der Heydte avait bien demandé à avoir des pigeons mais Sepp Dietrich, d'un air moqueur avait rejeté cette demande. Il faut bien avouer que ceux-ci auraient pu être utiles.
Les faibles moyens de ces hommes ne leur permettent en aucun cas d'effectuer leur mission première. Ils se limitent donc à installer des positions défensives et à envoyer des missions de reconnaissance vers les routes de Verviers, Eupen et Malmedy.

Dans la soirée du 17 décembre, un groupe qui avait sauté plus au nord, parvient à rejoindre von der Heydte qui se retrouve avec environ 300 hommes. Ils font quelques prisonniers américains et ce n'est que par eux qu'il parvient à avoir quelques nouvelles de l'offensive.
Dès le 19 décembre, les Américains connaissent la présence des parachutistes allemands et commencent leur traque. Quelques escarmouches ont lieu, faisant quelques blessés, épuisant les hommes mais aussi les munitions. Plus le temps passe, plus von der Heydte se rend compte qu'il ne pourra plus tenir très longtemps. Sachant que l'offensive de la 6e SS Panzer Armee est enlisée, il prend la décision de tenter une percée vers l'Est afin de rejoindre ses lignes.
Le matin du 20 décembre, ils observent des soldats américains progressant dans leur direction et, de toute évidence, à leur recherche. Afin de se donner un maximum de chances, von der Heydte ordonne que la retraite vers leurs propres lignes se fera par groupes de trois. 
Lorsqu'il arrive à Montjoie la nuit du 21 au 22 décembre, von der Heydte est épuisé et entre dans l'une des premières maisons de la ville où il sera fait prisonnier au petit matin par des soldats américains du 395e régiment de la 99e division d'infanterie.
Seulement un tiers de ses hommes parviendront à rejoindre leurs lignes.

## Conclusions
Bien que l'opération Stösser ait été un véritable échec dans sa mission première, il faut cependant reconnaître que psychologiquement elle a joué un certain rôle dans la bataille des Ardennes.
Lorsque von der Heydte fut mis au courant de l'autre opération spéciale (Opération Greif) qui aurait lieu approximativement dans la même zone géographique de l'offensive, il demanda à ce qu'une limite claire et précise soit fixée entre les deux opérations afin d'éviter des heurts.
Si c'était bien clair pour les Allemands, ce le fut moins pour les Alliés qui ont, à de nombreuses reprises, confondu les deux opérations, croyant voir partout des « parachutages de commandos de Skorzeny ». C'est d'ailleurs une légende tenace qui durera très longtemps après la fin des hostilités car nombreux sont les endroits en Ardenne où des habitants affirment avoir assisté à ces parachutages[réf. à confirmer].

## Sources
- (de) Cet article est partiellement ou en totalité issu de l’article de Wikipédia en allemand intitulé « Unternehmen Stößer » (voir la liste des auteurs).